# Stegastes uenfi
Stegastes uenfi är en fiskart som beskrevs av Novelli, Nunan och Lima 2000. Stegastes uenfi ingår i släktet Stegastes och familjen Pomacentridae. Inga underarter finns listade i Catalogue of Life.